# 德文·格拉耶
德文·格拉耶（Devon Graye，1987年3月8日—）是美国的一位演員。他最著名的作品是在電視劇嗜血法醫中飾演年輕時的Dexter。